# Nouzerolles
Nouzerolles är en kommun i departementet Creuse i regionen Nouvelle-Aquitaine i de centrala delarna av Frankrike. Kommunen ligger i kantonen Bonnat som tillhör arrondissementet Guéret. År 2022 hade Nouzerolles 97 invånare.

## Befolkningsutveckling
Antalet invånare i kommunen Nouzerolles
Referens:INSEE